# Aechmea blumenavii
Aechmea blumenavii är en gräsväxtart som beskrevs av Raulino Reitz. Aechmea blumenavii ingår i släktet Aechmea och familjen Bromeliaceae. Inga underarter finns listade i Catalogue of Life.